# توماس دبليو. هايد
توماس دبليو. هايد (بالإنجليزية: Thomas W. Hyde)‏ هو ضابط وسياسي أمريكي، ولد في 16 يناير 1841 في فلورنسا في إيطاليا، وتوفي في 14 ديسمبر 1899 في الولايات المتحدة. انتخب عضو مجلس ولاية مين.